# Greewci
Greewci (bułg. Греевци) – była wieś w Bułgarii, w obwodzie Tyrgowiszte, w gminie Antonowo. Jego populacja w 2011 roku wynosiła 24 osoby. Weszła w skład wsi Swirczowo.